# Karl Nehammer
Karl Nehammer (født 18. oktober 1972) er en østrigsk politiker som har været kansler fra december 2021. Før da var han Østrigs indenrigsminister. Nehammer repræsenterer partiet Österreichische Volkspartei (ÖVP).

## Liv
Han dimitterede i 1992. Han var derefter i militæret indtil 1997.
Fra 2012 til 2014 studerede han på universitetet i Krems.
Han vandt en plads ved det østrigske parlamentsvalg i 2017.
Mellem 2018 og 2020 var han generalsekretær for ÖVP.

## Publikationer
- Karl Nehammer. Strategie und Politische Kommunikation der Volkspartei Niederösterreich im Landtagswahlkampf 2013: Analyse der Kampagne und der Mobilisierungsmaßnahmen. 2013. Hochschulschrift. Donau-Universität Krems
- als Hrsg. mit Bettina Rausch: Offen für Neues – Analysen und Einschätzungen zum ersten Jahr der neuen Volkspartei. Verlag Noir, Wien 2018, ISBN 978-3-9504382-2-2.